# Университет Ксавье
Университет Ксавье (англ. Xavier University) — американское высшее учебное заведение совместной формы обучения в Цинциннати, штат Огайо.
Университет принадлежит к иезуитским, католическим университетам — это шестой по возрасту католический и четвёртый по возрасту иезуитский университет США. Программы аспирантуры состоят из программ по физической реабилитации, образованию, психологическому консультированию, сестринскому делу, английскому языку, теологии, психологии и бизнесу.

## История
Учебное учреждение было основано в 1831 году как мужской колледж и находилось в центре Цинциннати рядом с церковью Святого Франциска Ксаверия на улице Sycamore Street. Оно было названо Атенеум (Athenaeum) и отурыто 17 октября 1831 года. В 1840 году название было изменено на Колледж Святого Ксаверия (St. Xavier College) в честь испанского миссионера-иезуита, святого Франциска Ксаверия. В 1912 году колледж на его нынешнее место в Норвуде, примерно в восьми километрах к северу от центра Цинциннати в связи с покупкой 26 акров (0,11 км²) земли.
«Первоначальный» Anthenaeum в настоящее время является римско-католической семинарией Атенеум Огайо. Колледж Святого Ксаверия официально разделился в 1919 году, отделив от себя Среднюю школу Св. Ксавьера, однако финансово независимыми они стали только в 1934 году. В 1930 году Колледж Святого Ксаверия был переименован во второй раз, получив своё нынешнее название Университет Ксавье. В 1980 году ещё один католический колледж Цинциннати — Колледж Эджклифф, объединился с Университетом Ксавье.

## Деятельность
Университет Ксавье предлагает более 90 специальностей бакалавриата и 40 программ магистратуры в следующих своих академических подразделениях:
- College of Arts and Sciences,
- College of Professional Sciences,
- College of Nursing,
- Williams College of Business.

### Кампус
Кампус занимает примерно 190 акров в городе Цинциннати и в прилегающих пригородах. Кампус состоит из жилых и академических центров. В центре кампуса Студенческий центр имени Галлагера и часовня Беллармина. Часовня Беллармина покрыта двускатной крышей, которая не рухнет, даже если стены часовни будут удалены. Часовня имеет свой приход, известный как приход католический приход часовни Беллармина.

#### Академический Молл
Шесть зданий, построенных в стиле замков, расположены на возвышенности, смотрят на Бульвар Победы (Victory Parkway) к западу. Начиная с центра Галлагера и идя к авеню Даны (Dana Avenue): Lindner Hall (Физика), Logan Hall (Химия) and Albers Hall (Биология), Hinkle Hall, Schmidt Hall и Edgecliff Hall. Напротив академического молла стоит самое высокое здание на территории университета — Schott Hall. В Schott Hall находятся: Офис приёмной комиссии, Офис финансовой помощи, и факультеты Живых языков, Классики, Искусства коммуникации, Политической науки и Социологии.

### Президенты
35-м президентом университета с 1 июля 2021 года является Коллин Ханич. Это первая женщина-президент Университета Ксавье.

### Выпускники
Среди выпускников университета: учёный-физиолог Джордж Биллман, политик Джон Бейнер, радио- и телеведущий Билл Каннингем, генерал армии США Майкл Гаррет, профессиональный гольфист Джейсон Кокрак и многие другие.